# 第69届奥斯卡金像奖
第69届奥斯卡颁奖典礼是美国电影艺术与科学学院旨在奖励1996年最优秀电影的一场晚会，于太平洋时区1997年3月24日下午18点（北美东部时区晚上21点）在美国加利福尼亚州洛杉矶的神殿礼堂举行，共颁发24个类别的奥斯卡金像奖（也称学院奖）。晚会通过美国广播公司在美国直播，由吉尔·凯茨担任制片人，路易斯··霍维茨导演。男演员比利·克里斯托第5度担任主持人，他曾于1990年的第62届奥斯卡颁奖典礼中首度出任主持，上一次则是1993年的第65届颁奖典礼。3个星期前，女演员海伦·亨特于3月1日在比佛利山的威尔希尔丽晶酒店主持颁发奥斯卡科技成果奖。
《英国病人》赢得包括最佳影片在内的9项大奖，是这个夜晚的最大赢家。其他获奖电影包括胜出2项的《冰血暴》，以及获奖1项的《马克·奥布莱恩的生活和工作》（Breathing Lessons: The Life and Work of Mark O'Brien）、《亲爱的日记》（Dear Diary）、《艾瑪姑娘要出嫁》（Emma）、《贝隆夫人》、《黑夜幽灵》、《独立日》、《征服情海》、《给我一个爸》（Kolja）、《肥佬教授》（The Nutty Professor）、《追寻》（Quest）、《闪亮的风采》、《弹簧刀》（Sling Blade）和《一代拳王》（When We Were Kings）。

## 获奖和提名
1997年2月11日，美国电影艺术与科学学院主席罗伯特·莱姆（Robert Rehme）和女演员米拉·索维诺一起在加利福尼亚州比佛利山的塞缪尔·戈尔德温剧院公布第69届奥斯卡金像奖提名名单。《英国病人》以12项提名领跑，《冰血暴》和《闪亮的风采》均以7项排在第2。
获奖名单在1997年3月24日举行的颁奖典礼上公布。索尔·扎恩兹成为历史上第3位曾参与3部奥斯卡最佳影片奖获奖电影制作的制片人，此前他出任制片的《飞越疯人院》和《莫扎特传》都曾获最佳影片奖。他还在本届颁奖典礼上成为历史上第7位同时获奥斯卡奖和欧文·G·托尔伯格纪念奖的电影人。影后弗兰西斯·麦克多蒙德是首位因出演配偶导演的电影而获奖的演员:393。获原创配乐奖（音乐剧及喜剧类）的蕾切尔·波特曼（Rachel Portman）成为首位获奖的女性作曲家:393。

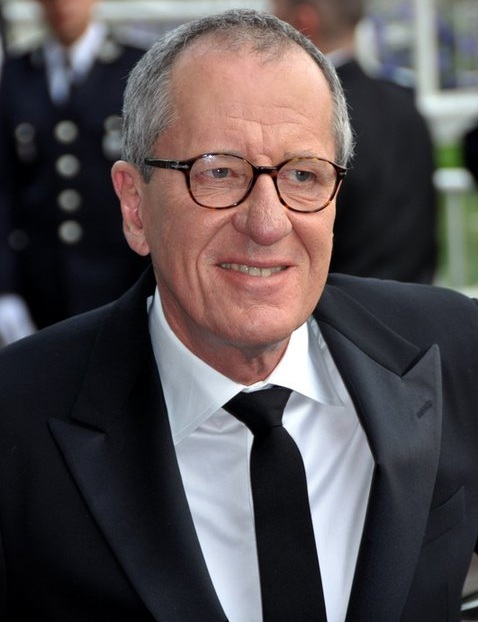
杰弗里·拉什凭《闪亮的风采》夺得男主角奖

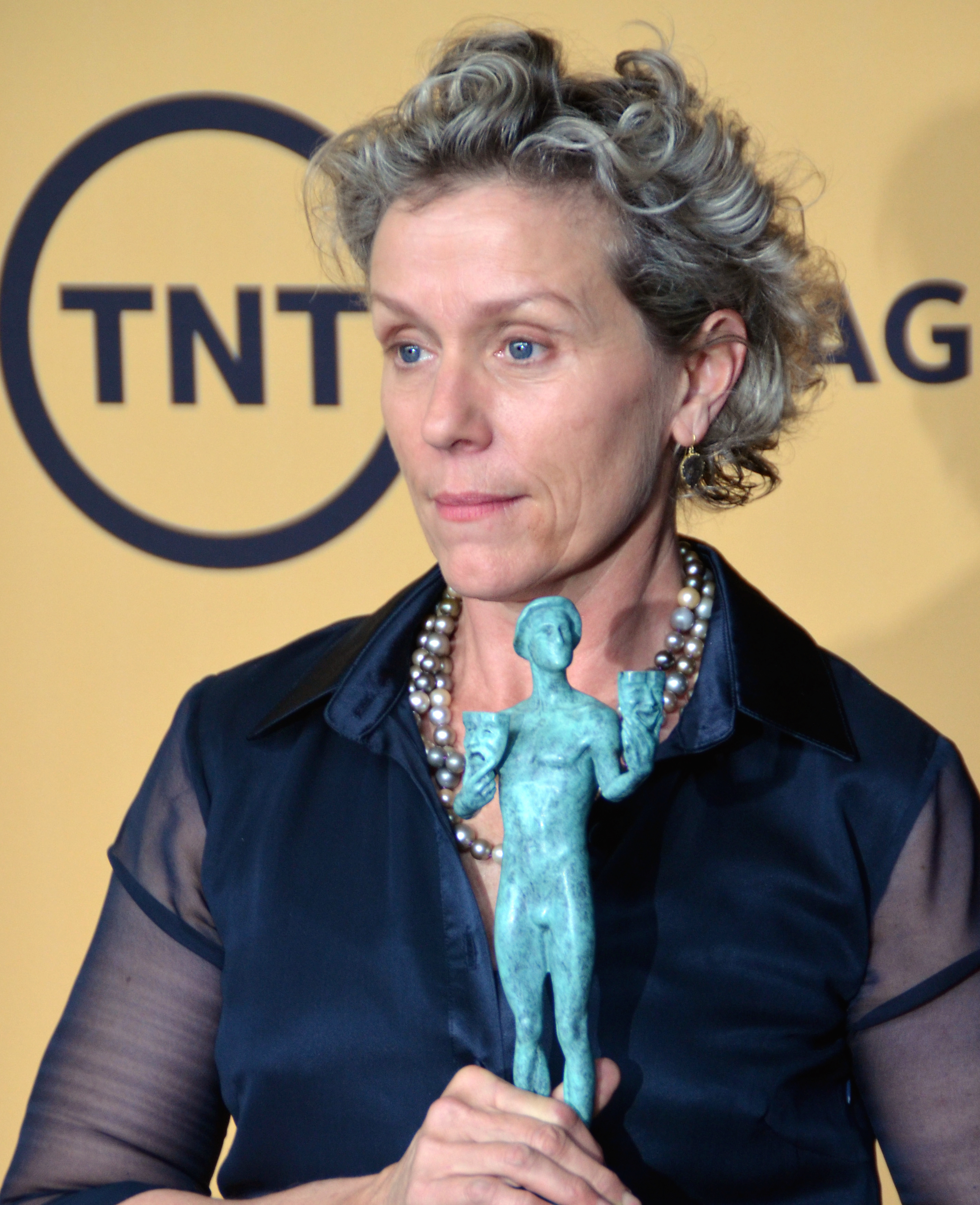
弗兰西斯·麦克多蒙德以《冰血暴》赢得女主角奖

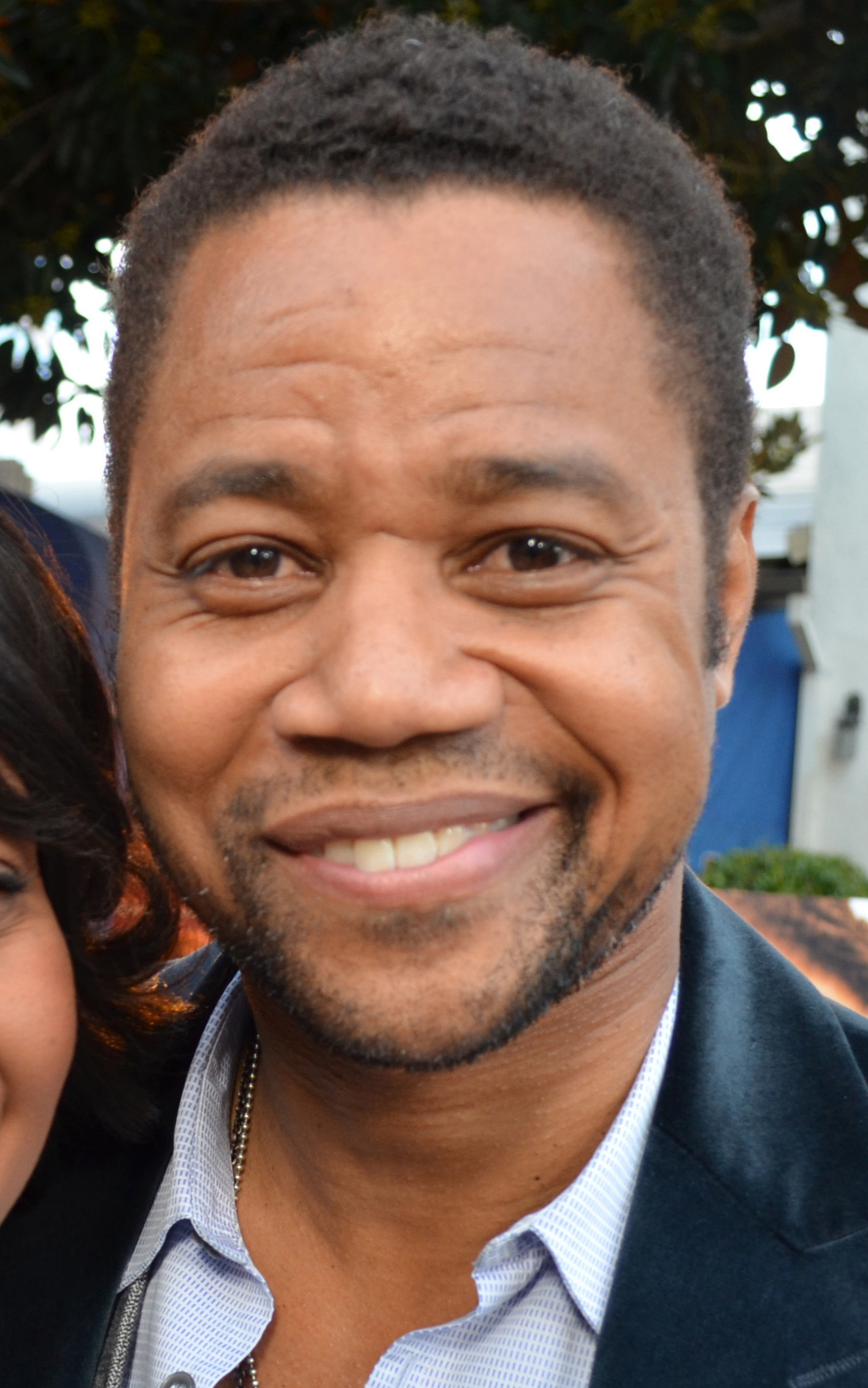
小库珀·古丁因《甜心先生》获男配角奖

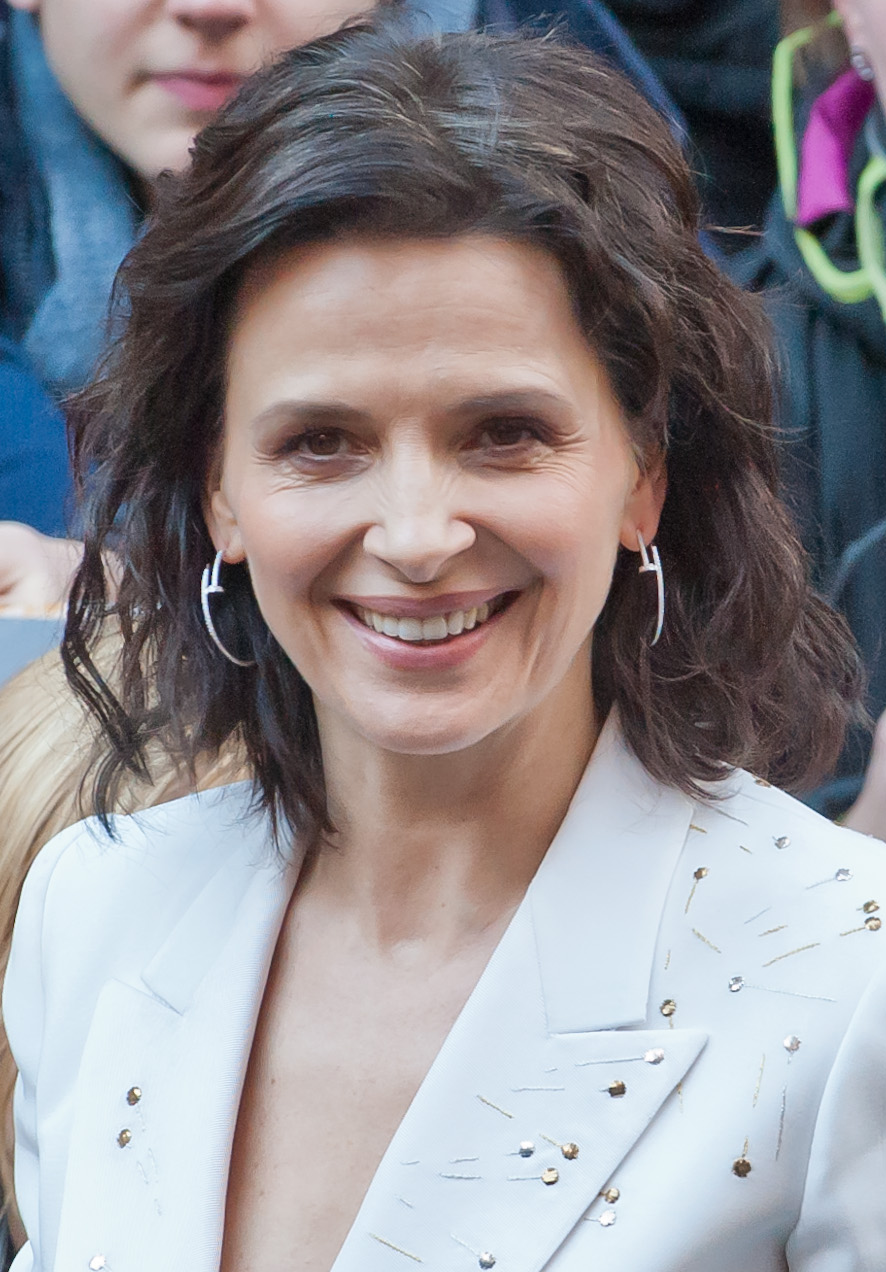
朱丽叶·比诺什凭《英国病人》夺得女配角奖

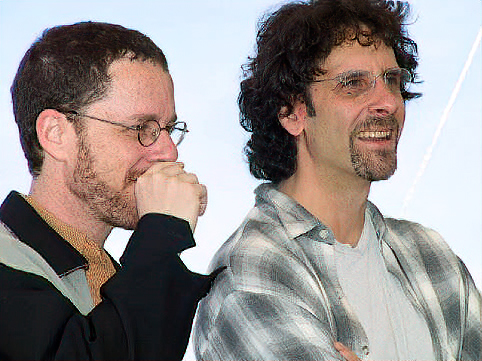
科恩兄弟以《冰血暴》赢得原著剧本奖

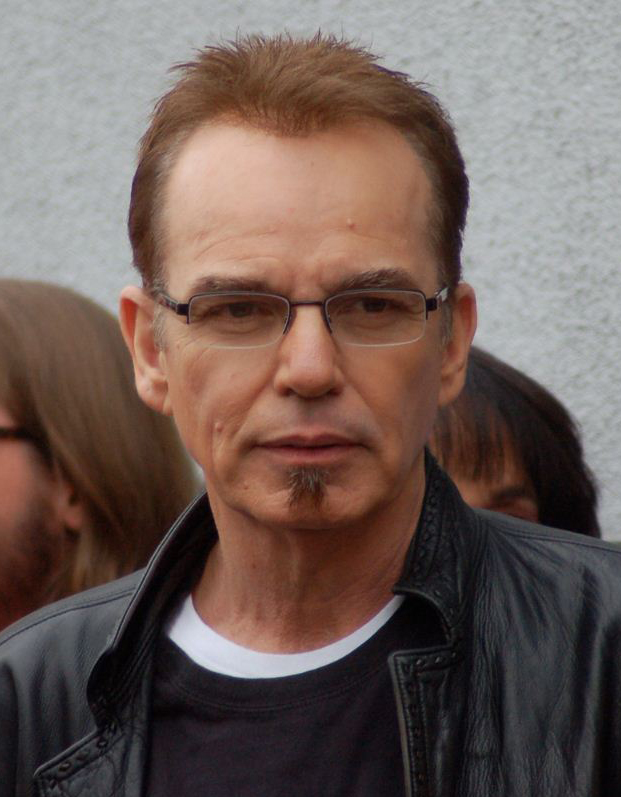
比利·鲍伯·松顿因《弹簧刀》获原著改编奖

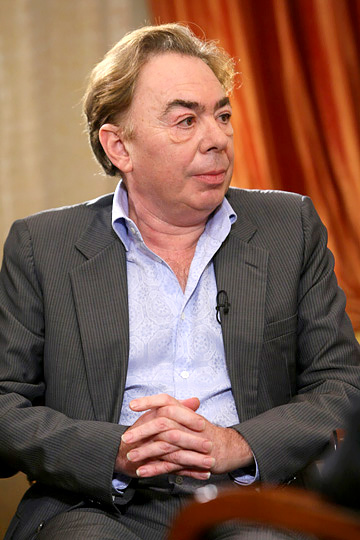
安德鲁·劳埃德·韦伯凭《You Must Love Me》夺得原创歌曲奖

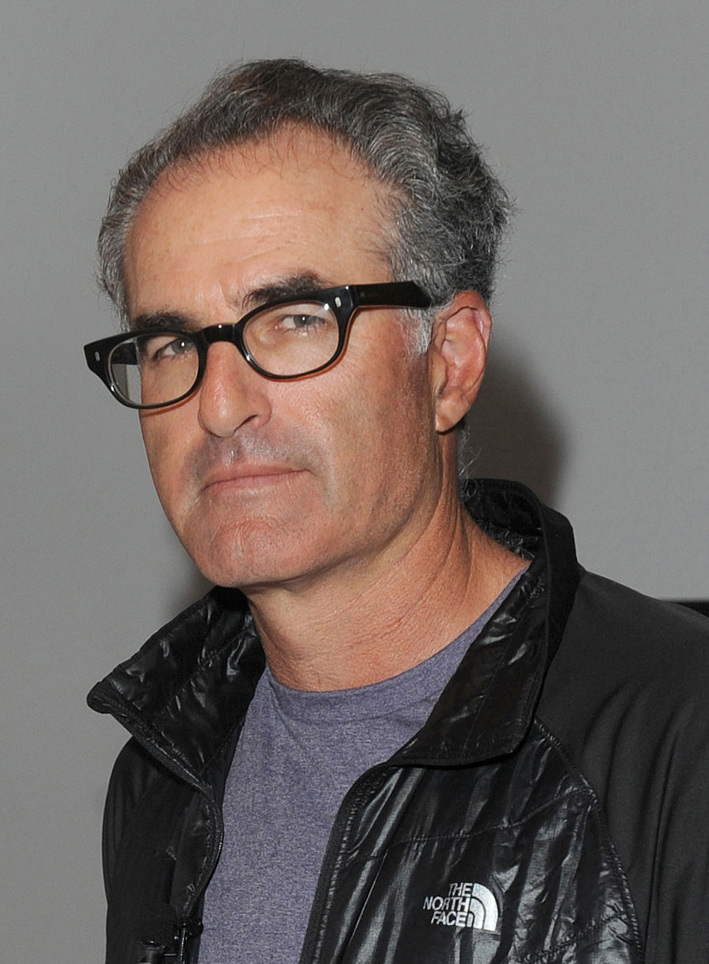
大卫·法兰科因《亲爱的日记》获短片奖

获奖作品列在最上方一行，并且右侧会附上‡符号：
| 最佳影片 - 《英国病人》——索尔·扎恩兹‡ - 《冰血暴》——伊森·科恩 - 《甜心先生》——詹姆斯·L·布鲁克斯、卡梅伦·克罗、劳伦斯·马克（Laurence Mark）和理查德·酒井（Richard Sakai） - 《秘密与谎言》——西蒙·钱宁-威廉（Simon Channing-Williams） - 《闪亮的风采》——简·斯科特（Jane Scott） | 最佳导演 - 安东尼·明格拉——《英国病人》‡ - 乔尔·科恩——《冰血暴》 - 米洛斯·福曼——《性书大亨》 - 迈克·李——《秘密与谎言》 - 斯科特·希克斯（Scott Hicks）——《闪亮的风采》 |
| 最佳男主角 - 杰弗里·拉什——《闪亮的风采》‡ - 汤姆·克鲁斯——《甜心先生》 - 拉尔夫·费因斯——《英国病人》 - 伍迪·哈里森——《性书大亨》 - 比利·鲍伯·松顿——《弹簧刀》 | 最佳女主角 - 弗兰西斯·麦克多蒙德——《冰血暴》‡ - 布兰达·布莱斯——《秘密与谎言》 - 黛安·基顿——《马文的房间》 - 克里斯汀·斯科特·托马斯——《英国病人》 - 艾米丽·沃森——《破浪》 |
| 最佳男配角 - 小库珀·古丁——《甜心先生》‡ - 威廉·霍尔·梅西——《冰血暴》 - 阿明·缪勒-斯塔尔——《闪亮的风采》 - 爱德华·诺顿——《一级恐惧》 - 詹姆斯·伍兹——《密西西比的鬼魂》（Ghosts of Mississippi） | 最佳女配角 - 朱丽叶·比诺什——《英国病人》‡ - 琼·艾伦——《激情年代》 - 劳伦·白考尔——《双面镜》（The Mirror Has Two Faces） - 芭芭拉·赫尔希——《淑女本色》 - 玛丽安娜·琼-巴普蒂斯特（Marianne Jean-Baptiste）——《秘密与谎言》 |
| 最佳原著剧本 - 《冰血暴》——科恩兄弟‡ - 《甜心先生》——卡梅伦·克罗 - 《致命警徽》（Lone Star）——约翰·塞尔斯（John Sayles） - 《秘密与谎言》——迈克·李 - 《闪亮的风采》——扬·萨尔迪（Jan Sardi）和斯科特·希克斯 | 最佳原著改编 - 《弹簧刀》——比利·鲍伯·松顿改编自己的短片《有些人把这叫弹簧刀》（Some Folks Call It a Sling Blade）‡ - 《激情年代》——亚瑟·米勒改编自己的剧作《萨勒姆的女巫》 - 《英国病人》——安东尼·明格拉改编自麦可·翁达杰的同名小说 - 《哈姆雷特》（Hamlet）——简尼夫·班纳改编自威廉·莎士比亚的同名戏剧 - 《猜火车》——约翰·霍奇（John Hodge）改编自埃文·威尔什的同名小说                                                             |
| 最佳外语片 - 《给我一个爸》（捷克斯洛伐克，捷克语）——扬·斯维拉克（Jan Svěrák）‡ - 《高加索的俘虏》（Кавказский пленник，俄罗斯，俄语）——谢尔盖·波德罗夫（Серге́й Влади́мирович Бодро́в） - 《恋爱中的厨师》（შეყვარებული კულინარის 1001 რეცეპტი）（格鲁吉亚，法语、格鲁吉亚语、俄语）——娜娜·裘杨兹（ნანა ჯორჯაძე） - 《荒谬无稽》（Ridicule，法国，法语——巴提斯·勒貢特 - 《寂寞的星期天》（Søndagsengler，挪威，挪威语）——贝丽特·内斯莱因（Berit Nesheim）                                                     | 最佳原创歌曲 - 《》（《贝隆夫人》插曲）——作曲：安德鲁·劳埃德·韦伯；作词：蒂姆·赖斯‡ - 《》（《双面镜》插曲）——词曲：芭芭拉·史翠珊、马文·哈姆利奇、布莱恩·亚当斯和罗伯特·约翰·兰格（Robert John "Mutt" Lange） - 《》（《一日钟情》插曲）——词曲：詹姆斯·纽顿·霍华、珠德·弗里德曼（Jud J. Friedman）和艾伦·丹尼斯·里奇（Allan Dennis Rich） - 《》（《挡不住的奇迹》）——词曲：亚当·施莱辛格（Adam Schlesinger） - 《》（《因为你爱过我》——词曲：戴安·华伦（Diane Warren） |
| 最佳纪录片 - 《一代拳王》——列昂·格斯特（Leon Gast）和大卫·索南伯格（David Sonenberg）‡ - 《线条之王：阿尔·赫希菲尔德的故事》（The Line King: The Al Hirschfeld Story）——苏珊·德里福斯（Susan W. Dryfoos） - 《曼德拉》（Mandela）——乔·蒙内尔（Jo Menell）和安格斯·吉布森（Angus Gibson） - 《苏珊·法瑞尔：难以捉摸的缪斯》（Suzanne Farrell: Elusive Muse）——安妮·贝儿（Anne Belle）和德博拉·迪克森（Deborah Dickson） - 《实话实说：乔治·赛尔德斯和美国新闻》（Tell the Truth and Run: George Seldes and the American Press）——里克·戈德史密斯（Rick Goldsmith）                                               | 最佳纪录短片 - 《马克·奥布莱恩的生活和工作》——虞琳敏‡ - 《宇宙之旅》（Cosmic Voyage）——杰弗里·马文（Jeffrey Marvin）和贝雷·西雷克（Bayley Silleck） - 《关于马蒂斯的论文》（An Essay on Matisse）——佩里·沃尔夫（Perry Wolff） - 《特别效果》（Special Effects: Anything Can Happen）——苏珊·辛普森（Susanne Simpson）和本·贝尔特（Ben Burtt） - 《日落黄沙：蒙太奇集锦》（The Wild Bunch: An Album in Montage）——保罗·塞多尔（Paul Seydor）和尼克·雷德曼（Nick Redman） |
| 最佳實景短片 - 《亲爱的日记》——大卫·法兰科和巴里·何森（Barry Jossen）‡ - 《身体之内》（De tripas, corazón）——安东尼奥·乌鲁蒂亚（Antonio Urrutia） - 《恩斯特与圣光》（Ernst & lyset）——金·马格努松（Kim Magnusson）和安德斯·托马斯·约翰逊（Anders Thomas Jensen） - 《戴上手铐》（Esposados）——胡安·卡洛斯·弗雷斯纳迪罗（Juan Carlos Fresnadillo） - 《失语》（Senza parole）——贝尔纳黛特·卡兰萨（Bernadette Carranza）和安东内洛·德利奥（Antonello De Leo）                                                                                    | 最佳动画短片 - 《追寻》——泰伦·蒙哥马利（Tyron Montgomery）和托马斯·施尔马赫（Thomas Stellmach）‡ - 《卡赫德》（Canhead）——蒂莫西·海特尔（Timothy Hittle） - 《拉萨拉》（La Salla）——加拿大国家电影局，理查德·康迪（Richard Condie） - 《双胞胎传奇》（Wat's Pig）——彼得·洛德 |
| 最佳原创配乐（正剧类） - 《英国病人》——盖布瑞·雅德‡ - 《哈姆雷特》——帕特里克·道尔 - 《傲气盖天》——艾略特·高登索 - 《闪亮的风采》——大卫·希施费尔德（David Hirschfelder） - 《沉睡者》（Sleepers）——约翰·威廉姆斯 | 最佳原创配乐（音乐剧/喜剧类） - 《艾瑪姑娘要出嫁》——蕾切尔·波特曼‡ - 《前妻俱乐部》——马克·施艾曼（Marc Shaiman） - 《钟楼怪人》——亚伦·孟肯和史蒂芬·施沃茨 - 《飞天巨桃历险记》——兰迪·纽曼 - 《天使保镖》（The Preacher's Wife）——汉斯·季默 |
| 最佳音效剪辑 - 《黑夜幽灵》——布鲁斯·斯坦布勒（Bruce Stambler）‡ - 《十万火急》（Daylight）——理查德·路易斯·安德森（Richard L. Anderson）和大卫·惠特克（David A. Whittaker） - 《毁灭者》——阿兰·罗伯特·默里（Alan Robert Murray）和布勃·阿斯曼（Bub Asman） | 最佳音效 - 《英国病人》——沃尔特·默奇、马克·伯杰、大卫·帕克、克里斯·纽曼‡ - 《贝隆夫人》——安迪·尼尔森、安娜·贝尔默、肯·韦斯顿 - 《天煞-地球反擊戰》——克里斯·卡朋特、比尔·本顿、鲍勃·比默、杰夫·韦克斯勒 - 《絕地任務》——凯文·奥康奈尔、格雷格·拉塞尔、基思·韦斯特 - 《龙卷风》——斯蒂夫·马斯洛、格雷格·兰德克、凯文·奥康奈尔、杰弗里·帕特森                                           |
| 最佳艺术指导 - 《英国病人》——艺术指导：斯图尔特·克莱格（Stuart Craig）；内部装饰：斯蒂芬妮·麦克米兰（Stephenie McMillan）‡ - 《鸟笼》——艺术指导：博·维尔奇（Bo Welch）；内部装饰：谢丽尔·卡拉西克（Cheryl Carasik） - 《贝隆夫人》——艺术指导：布赖恩·莫里斯（Brian Morris）；内部装饰：菲利普·图路尔（Philippe Turlure） - 《哈姆雷特》——艺术指导和内部装饰：蒂姆·哈维（Tim Harvey） - 《罗密欧与朱丽叶》——艺术指导：凯瑟琳·马丁；内部装饰：布里吉特·布罗赫（Brigitte Broch） | 最佳摄影 - 《英国病人》——约翰·西尔‡ - 《贝隆夫人》——达吕斯·康第（Darius Khondji） - 《冰血暴》——罗杰·狄金斯 - 《伴你高飞》——凯莱布·德夏奈尔（Caleb Deschanel） - 《傲气盖天》——克里斯·门杰斯（Chris Menges） |
| 最佳化妆 - 《肥佬教授》——里克·贝克和戴维·勒罗伊·安德森（David LeRoy Anderson）‡ - 《密西西比的鬼魂》——马修·蒙格儿（Matthew W. Mungle）和德博拉·拉米娅·丹佛（Deborah La Mia Denaver） - 《星际旅行：第一类接触》——迈克尔·韦斯特莫尔（Michael Westmore）、斯科特·惠勒（Scott Wheeler）和杰克·加伯（Jake Garber） | 最佳服装设计 - 《英国病人》——安·罗斯（Ann Roth）‡ - 《天使与昆虫》（Angels and Insects）——保罗·布朗（Paul Brown） - 《哈姆莱特》——亚历山德拉·拜恩（Alexandra Byrne） - 《艾瑪姑娘要出嫁》——露丝·迈尔斯（Ruth Myers） - 《淑女本色》——珍妮特·帕特森（Janet Patterson） |
| 最佳剪辑 - 《英国病人》——沃尔特·默奇‡ - 《贝隆夫人》——格里·汉布林（Gerry Hambling） - 《冰血暴》——罗德里克·杰恩斯 - 《甜心先生》——乔·哈金（Joe Hutshing） - 《闪亮的风采》——菲利帕·卡梅爾（Pip Karmel） | 最佳视觉效果 - 《独立日》——沃克·恩格尔（Volker Engel）、道格拉斯·史密斯（Douglas Smith）、克莱·平尼（Clay Pinney）和约瑟夫·韦斯科西尔（Joseph Viskocil）‡ - 《龙之心》——斯科特·斯夸尔斯（Scott Squires）、菲尔·蒂贝特（Phil Tippett）、詹姆斯·斯特劳斯（James Straus）和基特·韦斯特（Kit West） - 《龙卷风》——斯蒂芬·范米尔（Stefen Fangmeier）、约翰·弗雷泽（John Frazier）、哈比卜·扎加波尔（Habib Zargarpour）和亨利·拉邦塔（Henry La Bounta）                                                                                  |

### 奥斯卡荣誉奖
- 迈克尔·基德（Michael Kidd）[17]

### 欧文··托尔伯格纪念奖
- 索尔·扎恩兹[14]

### 提名和获奖大户
| 提名数 | 片名               |
| ------ | ------------------ |
| 12     | 《英国病人》       |
| 7      | 《冰血暴》         |
| 7      | 《闪亮的风采》     |
| 5      | 《贝隆夫人》       |
| 5      | 《甜心先生》       |
| 5      | 《秘密与谎言》     |
| 4      | 《哈姆雷特》       |
| 2      | 《激情年代》       |
| 2      | 《艾瑪姑娘要出嫁》 |
| 2      | 《密西西比的鬼魂》 |
| 2      | 《独立日》         |
| 2      | 《傲气盖天》       |
| 2      | 《双面镜》         |
| 2      | 《性书大亨》       |
| 2      | 《淑女本色》       |
| 2      | 《弹簧刀》         |
| 2      | 《龙卷风》         |

| 获奖数 | 片名         |
| ------ | ------------ |
| 9      | 《英国病人》 |
| 2      | 《冰血暴》   |

## 颁奖及表演嘉宾
以下人士曾上台颁发奖项或表演节目，均按出场先后顺序排列：:102

### 颁奖嘉宾
| 姓名                               | 角色                                                               |
| 兰迪·托马斯                        | 第69届奥斯卡颁奖典礼报幕员                                         |
| 阿瑟·希勒（学院主席）              | 致开幕辞，感谢嘉宾出席颁奖晚会                                     |
| 米拉·索维诺                        | 颁发男配角奖                                                       |
| 桑德拉·布洛克                      | 颁发艺术指导奖                                                     |
| 史蒂夫·马丁                        | 介绍最佳影片奖提名电影《甜心先生》                                 |
| 朱丽叶·比诺什                      | 颁发服装设计奖                                                     |
| 瘪四和大头蛋（由迈克·乔吉配音）    | 颁发音效剪辑奖                                                     |
| 科特妮·洛芙                        | 颁发化妆奖                                                         |
| 薇诺娜·瑞德                        | 引出“电影和欢聚”蒙太奇                                             |
| 凯文·史派西                        | 颁发女配角奖                                                       |
| 克莱尔·丹妮丝                      | 引出原创歌曲奖提名作品《》的现场表演                               |
| 霍利·亨特                          | 介绍最佳影片奖提名电影《冰血暴》                                   |
| 克里斯·法利 大卫·斯佩德            | 颁发短片奖和动画短片奖                                             |
| 朱莉·安德鲁斯                      | 向迈克尔·基德颁发奥斯卡荣誉奖                                      |
| 海伦·亨特                          | 引出奥斯卡科技成果奖颁奖片段                                       |
| 汤米·李·琼斯 威尔·史密斯           | 颁发纪录短片奖和纪录片奖                                           |
| 金·凯瑞                            | 颁发视觉效果                                                       |
| 克里斯·奥唐纳                      | 颁发音效奖                                                         |
| 妮可·基德曼                        | 引出最佳影片奖提名电影视频剪辑蒙太奇和歌舞演出 颁发剪辑奖          |
| 黛比·雷诺斯                        | 颁发原创配乐奖（音乐剧/喜剧类）                                    |
| 格雷戈里·海因斯                    | 颁发原创配乐（正剧类）                                             |
| 格伦·克洛斯                        | 介绍最佳影片奖提名电影《闪亮的风采》 引出戴维·赫尔夫戈特的现场演出 |
| 蒂姆·罗宾斯                        | 颁发摄影奖                                                         |
| 萨尔玛·海耶克                      | 引出原创歌曲奖提名作品《》的现场表演                               |
| 迈克尔·道格拉斯                    | 向索尔·扎恩兹颁发欧文·G·托尔伯格纪念奖                             |
| 西格妮·韦弗                        | 介绍最佳影片奖提名电影《英国病人》                                 |
| 克里斯汀·斯科特·托马斯 杰克·瓦伦蒂 | 颁发外语片奖                                                       |
| 詹妮弗·洛佩兹                      | 引出原创歌曲奖提名作品《》的现场表演                               |
| 安吉拉·贝塞特                      | 引出纪念去世影人环节                                               |
| 歌蒂·韩 黛安·基顿 贝蒂·米勒        | 颁发原创歌曲奖                                                     |
| 肯尼思·布拉纳                      | 引出“莎士比亚和电影”蒙太奇                                         |
| 朱迪·福斯特                        | 颁发原著剧本奖和原著改编奖                                         |
| 安蒂·麥道威爾                      | 介绍最佳影片奖提名电影《秘密与谎言》                               |
| 尼古拉斯·凯奇                      | 颁发女主角奖                                                       |
| 苏珊·萨兰登                        | 颁发男主角奖                                                       |
| 梅尔·吉布森                        | 颁发导演奖                                                         |
| 艾尔·帕西诺                        | 颁发最佳影片奖                                                     |

### 演出嘉宾
| 姓名                     | 角色          | 表演 |
| 比尔·康堤                | 音乐编排 指挥 | 管弦乐 |
| 比利·克里斯托            | 主持人        | 开场歌舞 《秘密与谎言》（以电视剧《脱线家族》的主题音乐为曲调） 《英国病人》（以《窈窕淑女》插曲《》为曲调） 《甜心先生》（以《》为曲调） 《闪亮的风采》（以《大黄蜂的飞行》为曲调） 《冰血暴》（以电影《罗宾七侠》插曲《》为曲调）:109 |
| 麦当娜                   | 表演者        | 《贝隆夫人》插曲《》 |
| 奇迹乐队                 | 表演者        | 《挡不住的奇迹》插曲《》 |
| 席琳·狄翁                | 表演者        | 《双面镜》插曲《》 |
| 麦可·佛莱利 《舞王》演员 | 表演者        | 最佳影片奖提名电影视频剪辑蒙太奇 |
| 戴维·赫尔夫戈特          | 表演者        | 尼古拉·安德烈耶维奇·里姆斯基-科萨科夫作品《大黄蜂的飞行》 |
| 肯尼·罗根斯              | 表演者        | 《一日钟情》插曲《》 |
| 席琳·狄翁                | 表演者        | 《因为你爱过我》插曲《》 |

## 典礼资讯

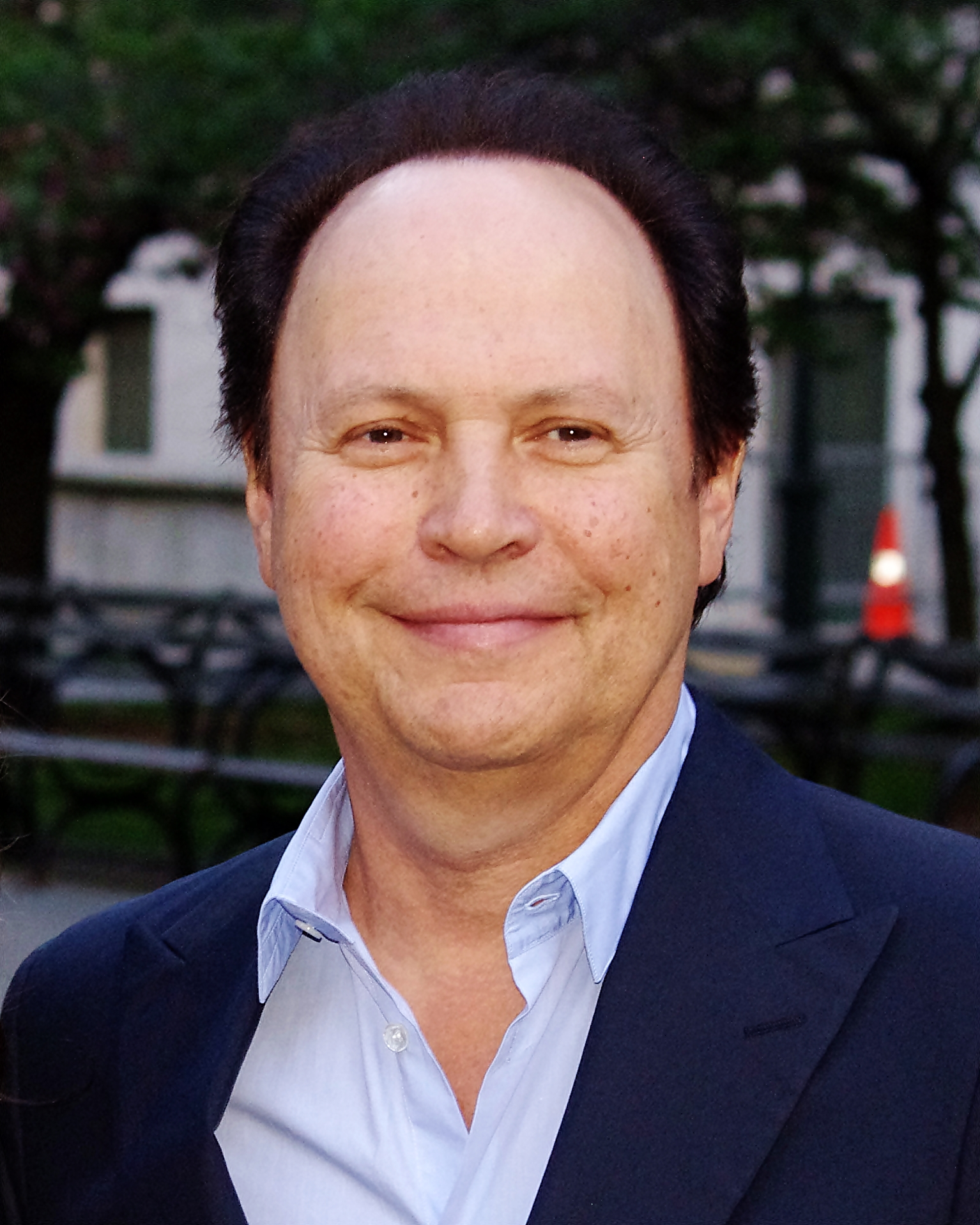
比利·克里斯托是第69届奥斯卡颁奖典礼的主持人

1996年11月，美国电影艺术与科学学院决定聘请吉尔·凯茨（Gil Cates）第7度负责颁奖晚会的制作，他上一次获聘制作的是第67届奥斯卡颁奖典礼:89。凯茨马上就决定请男演员兼笑匠比利·克里斯托担任主持，称他敏捷的反应中闪烁着智慧的光芒，面对现场直播过程中的突发事件也能游刃有余，如同演奏安东尼奥·史特拉第瓦里制作的小提琴。凯茨声称，克里斯托的主持已经成为衡量其他主持人的标杆。克里斯托对能够第5度成为奥斯卡主持深感兴奋，他还开玩笑说：“听说巴里·谢克（Barry Scheck）不干之后，我就觉得自己应该是有戏了。”此外，他还专门开设网站，邀请公众提供笑料，入选后会在颁奖典礼上采用。
盖茨此前制作的几届颁奖典礼都会围绕主题展开，本次也不例外，这年的新主题定为“电影和欢聚”。据盖茨所说，电影的一大魅力就是可以同他人一起欣赏，细思之下，人们除此以外只有在宗教或体育场合才会这样聚在一起。在他看来，电影院正是大家可以欢聚在一起，共同欢乐、一起感动的美妙所在。为切合主题，女演员薇诺娜·瑞德在晚会现场引出多部电影的剪辑片段，镜头上除了能看到包括《马提尼》（Matinee）、《卡萨布兰卡》和《欲望号街车》在内的多部电影片段外，还能看到电影院内形形色色的观众:111。
另外还有多人参与颁奖典礼的制作。晚会的官方海报由纪录片电影人阿诺德·施瓦茨曼（Arnold Schwartzman）设计，上面有过去68届奥斯卡最佳影片获奖作品的的片名，组合成奥斯卡小金人的形状。电影配曲家、音乐家比尔·康堤（Bill Conti）担任晚会音乐总监和管弦乐队指挥。歌舞曲目的现场演出由编舞家奥蒂斯·萨里德（Otis Sallid）督导:156。麦可·佛莱利及音乐剧《舞王》的多位演员在现场播映蒙太奇向电影剪辑师致敬时表演舞蹈:113。杰弗里·拉什在电影《闪亮的风采》中扮演的钢琴家戴维·赫尔夫戈特（David Helfgott）也上台演奏一曲尼古拉·安德烈耶维奇·里姆斯基-科萨科夫创作的《大黄蜂的飞行》:114。
电影《双面镜》的插曲获得原创歌曲奖提名，但作者兼原唱芭芭拉·史翠珊不愿到晚会现场演出，学院为此请娜塔莉·科尔（Natalie Cole）献唱:96。然而，科尔意外染上流感，这首歌最终由席琳·狄翁现场演唱，另一首提名歌曲也是由她演出:112:157。

### 提名电影票房表现
截至1997年2月11日提名公布时，获最佳影片奖提名的5部电影在美国的总票房成绩为2亿零997万2703美元，平均每部4199万4541美元。其中《甜心先生》以1亿2150万3645美元居首，其后分别是收入4231万9574美元的《英国病人》、进账2408万3318美元的《冰血暴》、收入1613万1059美元的《闪亮的风采》和进账593万5107美元的《秘密与谎言》。
在1996年美国电影票房50强中，有17部电影获得共计37项提名。其中只有《甜心先生》（第9名）、《一级恐惧》（第27名）和《英国病人》（第35名）所获提名包含最佳影片、导演或编剧、表演类奖项。另外14部获提名的电影分别是《独立日》（冠军）、《龙卷风》（亚军）、《勇闯夺命岛》（第4名）、《肥佬教授》（第7名）、《鸟笼》（第8名）、《毁灭者》（第13名）、《钟楼怪人》（第14名）、《星际旅行：第一类接触》（第15名）、《沉睡者》（第29名）、《龙之心》（第30名）、《天使保镖》（第32名）、《贝隆夫人》（第36名）、《黑夜幽灵》（第39名）和《十万火急》（第48名）。

### 专业评价
本次颁奖典礼所获评价褒贬不一。《丹佛邮报》（The Denver Post）认为主持人比尔·克里斯托虽然令节目前10分钟高潮迭起，但《英国病人》压倒性的胜出令晚会气氛变得沉闷，甚至连克里斯托也无法救场。《洛杉矶时报》专栏作家布莱恩·洛瑞（Brian Lowry）也称，这年颁奖典礼中各奖项的归属远比节目本身重要得多，同时事实也证明，晚会整体表现与过去几届相比显得平淡无奇；洛瑞还表示，克里斯托表现虽然还算合格，但现场讲的一些小段子总令人感觉有些勉强和过时。《明星纪事报》（The Star-Ledger）的阿兰·塞平沃尔（Alan Sepinwall）也有类似看法，觉得克里斯托虽然还是精力十足，但笑料已不像过去那么高超；此外，他还批评典礼上的演出和向电影剪辑师致敬桥段的舞蹈曲目臃肿得令人发指。
其它媒体出版物对节目有更为正面的看法。《费城询问报》影评人嘉莉·瑞基（Carrie Rickey）称赞克里斯托的主持表现令人眼前一亮，颁奖典礼令人感到优雅和亲切。《芝加哥论坛报》专栏作家史蒂夫·约翰逊（Steve Johnson）称赞克里斯托的主持，称即便不考虑各奖项的归属，这场晚会依然十分娱乐。《橘郡纪事报》（Orange County Register）电视评论员金尼·李特佛尔德（Kinney Littlefield）感叹，克里斯托上次担任主持人已是3年前，这3年来的几位主持人多多少少会有些外行人的局促，但只要他一回来，这种包容感和电影内线人士挥洒自如的感觉也跟着回来了。她认为晚会整体表现甚佳，动力十足、乐观向上、充满乐趣，引人注目。

### 收视率和奖项
本届颁奖典礼通过美国广播公司在美国直播，其播出时段里平均有4008万观众收看，与前一年相比降低了9%，所有曾观看部分时段节目的观众总数则估计有7383万。从尼尔森收视率调查数据来看，节目表现也不及前一年，吸引到27.49%的家庭观看，收视率为46.31%。此外，节目在18至49岁年龄段观众群中收获的收视率为16.55 / 34.32，这意味着全美所有18至49岁年龄段人群里有16.55%观看颁奖典礼，而当时有看电视的该年龄段观众群中则有34.32%选择收看该节目，数字同样低于上一年，是10年间电视观众最少的奥斯卡颁奖典礼和1986年的第58届颁奖晚会过后观众最少的一届:159。
1997年7月，颁奖典礼获得第49届黄金时段艾美奖7项提名，并在两个月后赢得综艺、音乐或特别节目类杰出音效奖。

## 纪念
奥斯卡颁奖典礼上一年一度的“纪念”致敬环节旨在纪念过去一年中逝世的业内人士，本场晚会上的这一环节由女演员安吉拉·贝塞特（Angela Bassett）引出，纪念了以下人士：:115

| - 乔·范·弗利特 - 图派克·夏库尔 - 布里吉特·赫尔姆（Brigitte Helm） - 多萝西·拉莫尔（Dorothy Lamour） - 斯特林·西利芬特（Stirling Silliphant） - 索尔·巴斯 - 史蒂夫·特西奇（Steve Tesich） - 朱丽叶特·普劳斯（Juliet Prowse） - 默里·斯皮瓦克 - 约瑟夫·拜罗克（Joseph Biroc） - 小霍华德·罗林斯（Howard E. Rollins, Jr.） - 杰克韦斯顿（Jack Weston） - 克日什托夫·基斯洛夫斯基 | - 弗雷德·金尼曼 - 本·约翰森 - 吉恩·纳尔逊（Gene Nelson） - 爱德华·C·卡法诺（Edward C. Carfagno） - 乔安妮·德鲁（Joanne Dru） - 约翰·奥尔顿（John Alton） - 葛丽·嘉逊 - 艾伯特·布洛克里 - 潘德洛·S·伯曼（Pandro S. Berman） - 刘·艾尔斯（Lew Ayres） - 谢尔顿·伦纳德 - 克劳黛·考尔白 - 马切洛·马斯楚安尼 |